# Biff Byford
Peter Rodney Byford (Kirklees, 15 gennaio 1951) è un cantante heavy metal britannico, noto per la militanza nei Saxon e la particolare voce, melodica e sporca allo stesso tempo.

## Biografia

### Giovinezza
Biff nacque da Ernest Charles e Irene Byford, ultimo di quattro fratelli. Sua madre morì quando egli aveva solo undici anni. Il colpo fu duro, ma lui stesso afferma che l'episodio gli dette "volontà di sopravvivere". Suo padre, alcolizzato, solo due anni dopo perdette il braccio in un incidente accaduto in una fabbrica tessile. A quindici anni iniziò a interessarsi alla musica entrando in un gruppo musicale scolastico. Solo l'anno successivo, lasciò la scuola per lavorare da falegname, anche perché la sua fidanzata risultò incinta. La sposò, ma il matrimonio finì presto nonostante i due figli della coppia. A diciotto anni entrò in una miniera di carbone ma, essendo molto alto, non venne mandato nei cunicoli, bensì impiegato in una sala caldaia.

### Carriera musicale
Cominciò suonando la chitarra e poi il basso. La sua prima incisione avvenne nel 1971, suonando il flauto e scrivendo alcuni brani dell'album eponimo dei rocker psicheledici Jumble lane.
Nella seconda metà degli anni settanta Byford militò in un trio chiamato Coast assieme al chitarrista Paul Quinn. Nel 1976 i due decisero di unirsi nei Son of a Bitch col chitarrista Graham Oliver e col bassista Steve Dawson. Ben presto si unì a loro il batterista Pete Gill. L'anno seguente il gruppo cambiò nome in Saxon e, nel 1979, pubblicarono il primo, omonimo album.
Nel 1995 Oliver abbandona per dissensi sulla linea musicale e decide (dopo aver pubblicato un album a nome Son of a Bitch con Steve Dawson e Pete Gill) di appropriarsi del nome Saxon. Nasce quindi una guerra legale tra Dawson e Oliver da una parte e Byford dall'altra. Alla fine la causa verrà vinta dal cantante, mentre ai due sconfitti verrà concesso di utilizzare il nome Oliver/Dawson Saxon.
Negli anni novanta, con il declino della popolarità dei Saxon, Biff trovò un secondo impiego come venditore di cucine. Nel 2007, anche a seguito della nuova popolarità ottenuta dal suo gruppo, il cantante pubblicò una autobiografia intitolata Never surrender.
Al di fuori dei Saxon ha dato vita ad alcune collaborazioni: negli anni ottanta produsse un gruppo glam britannico, i Tigerzye; nel 1990 assieme ai compagni di gruppo Nigel Glockler e Nibbs Carter partecipò ad un album celebrativo per i dieci anni della New Wave of British Heavy Metal intitolato All Stars, cantando nelle canzoni Trapped e The Answer Is You'.
Nel 2013 ha partecipato all'album The Mystery of Time degli Avantasia, non partecipando al conseguente tour.

## Discografia

### Solista
- 2020 School of Hard Knocks

### con gli Heavy water
- 2021 Red brick city

### Collaborazioni
- 1990 Vari Artisti - All Stars
- 1992 True Brits - Ready To Rumble (1992)
- 1994 Vari Artisti - English Steel I - Start Em Young (1994)
- 2013 Avantasia - The Mystery of Time
- 2014 Vari Artisti - Ronnie James Dio Tribute - This is your Life (2014)